# Ножан-сюр-Уаз
Ножан-сюр-Уаз (фр. Nogent-sur-Oise) — город на севере Франции, регион О-де-Франс, департамент Уаза, округ Санлис, центр одноименного кантона. Расположен в 33 км к юго-востоку от Бове и в 48 к северу от Парижа, на правом берегу реки Уаза.
Население (2018) — 20 298 человек.

## История
Люди населяли это место с доисторических времен. Поблизости от города найдены погребения эпохи неолита.
Первое упоминание об этом месте в летописях относится к VII веку, когда королева Батильда приказала перевезти в основанный ею Шелльский монастырь мощи святых дев Мор и Брижид, убитых в V веке в поселке Баланьи-сюр-Терен, которым приписывали чудеса. По легенде, когда телега с мощами достигла места нынешнего Ножана, лошади остановились и отказались двигаться дальше. Королева восприняла это как знак и приказала захоронить их здесь. Впоследствии на этом месте была построена церковь Святых Мор и Брижид, а город стал называться Ножан-ле-Вьерж (Nogent-les-Vierges).
Во время Столетней войны город Крей был важным стратегическим пунктом в борьбе французов и англичан и неоднократно переходил из рук в руки. Ножан, как и другие окрестные поселения, также испытал все тяготы военных действий, был неоднократно разграблен. 
Во время Великой Французской революции церковь в Ножане была закрыта и рядом с ней посажено дерево свободы. Все предметы культа были отправлены в Санлис, но мощи святых покровительниц горожанам удалось сохранить. Когда в 1815 году город был занят прусскими войсками, по приказу префекта дерево свободы было выкорчевано. Спустя 33 года революционные настроения вновь проникли в Ножан, и в городе было посажено новое дерево свободы. В 1905 совет города принял решение переименовать его в Ножан-сюр-Уаз.
Строительство железной дороги Париж-Лилль в середине XIX века со станцией Крей на правом берегу Уазы способствовало активному развитию промышленности и росту населения города.

## Достопримечательности
- Церковь Святых Мор и Брижид, покровительниц города, X-XIII веков, сочетание романского стиля и готики
- Крест Святых дев Мор и Брижид, датируется XII веком
- Фасад замка Саркю. Замок, построенный в XVI веке, в XIX веке был снесен, а его фасад был перенесен в Ножан для украшения одного из особняков, в свою очередь разрушенного во время Второй мировой войны. В настоящее время фасад, находящийся в парке Эбер, является самостоятельным произведением архитектуры и считается памятником истории.
- Шато Рошер, в настоящее время ― культурный центр

## Экономика
Структура занятости населения:
- сельское хозяйство — 0,2 %
- промышленность — 14,0 %
- строительство — 5,5 %
- торговля, транспорт и сфера услуг — 48,5 %
- государственные и муниципальные службы — 31,8 %

Уровень безработицы (2017) — 20,7 % (Франция в целом — 13,4 %, департамент Уаза — 13,8 %). 

Среднегодовой доход на 1 человека, евро (2018) — 17 020 (Франция в целом — 21 730, департамент Уаза — 22 150).

## Демография
Динамика численности населения, чел.

## Администрация
Пост мэра Ножан-сюр-Уаза с 2008 года занимает член Социалистической партии Жан-Франсуа Дардан (Jean-François Dardenne). На муниципальных выборах 2020 года возглавляемый им центристский список победил во 2-м туре, получив 49,48 % голосов (из трех списков).
| Период | Период | Фамилия            | Партия                                                       | Примечания                                                                 |
| ------ | ------ | ------------------ | ------------------------------------------------------------ | -------------------------------------------------------------------------- |
| 1959   | 1983   | Жорж Лан           | Союз демократов в поддержку республики Разные правые         | директор завода компании Ferrettite, член Генерального совета департамента |
| 1983   | 2008   | Клод Брюне         | Объединение в поддержку Республики Союз за народное движение | инженер-химик, член Генерального совета департамента                       |
| 2008   |        | Жан-Франсуа Дардан | Социалистическая партия Вперёд, Республика!                  | руководитель социальной компании, член Регионального совета Пикардии       |

## Города-побратимы
- Беверли, Великобритания
- Герстхофен, Германия
- Красник, Польша
- Орбассано, Италия
- Фучеккьо, Италия

## Галерея

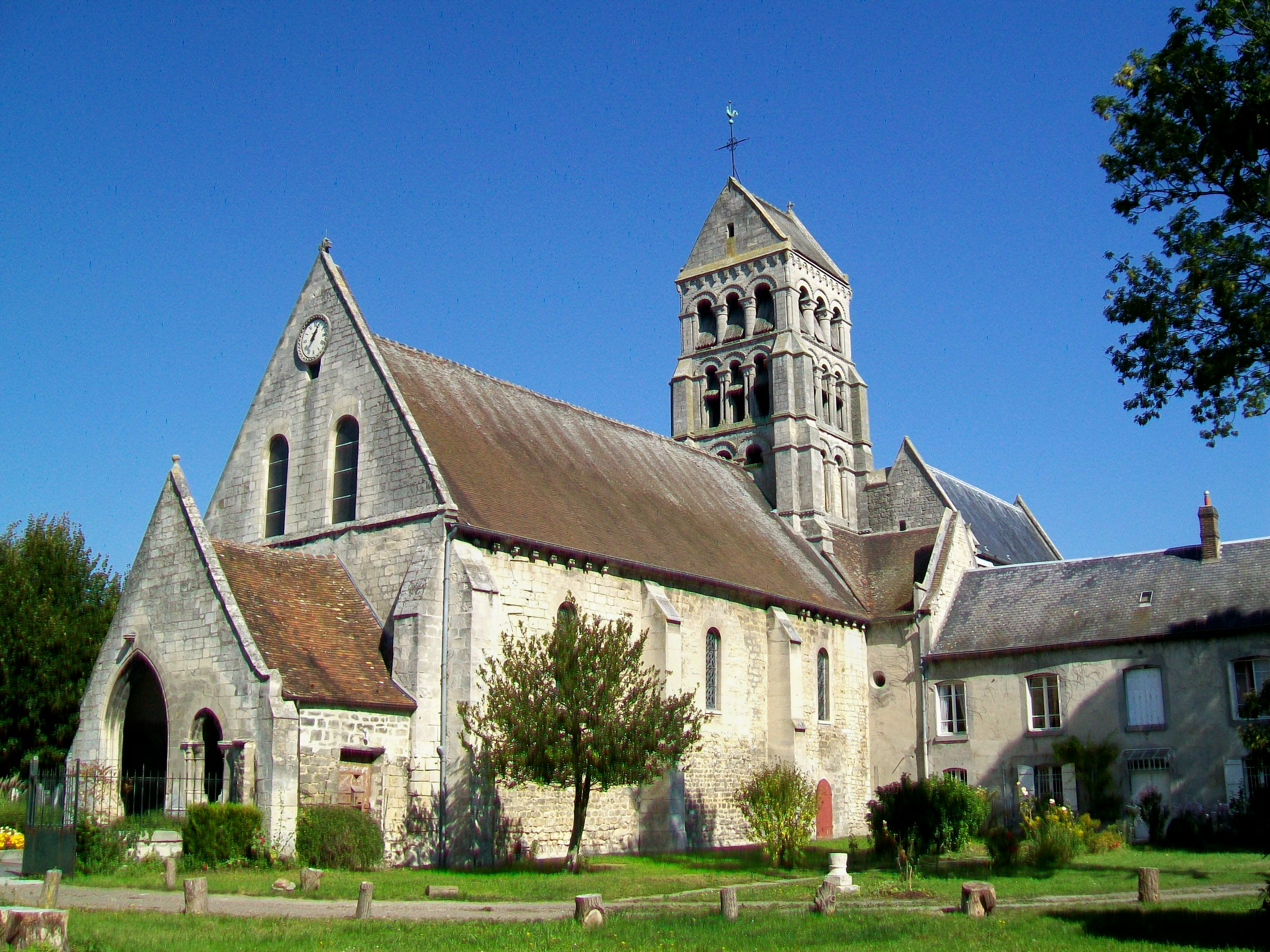
Церковь Святых Мор и Брижид
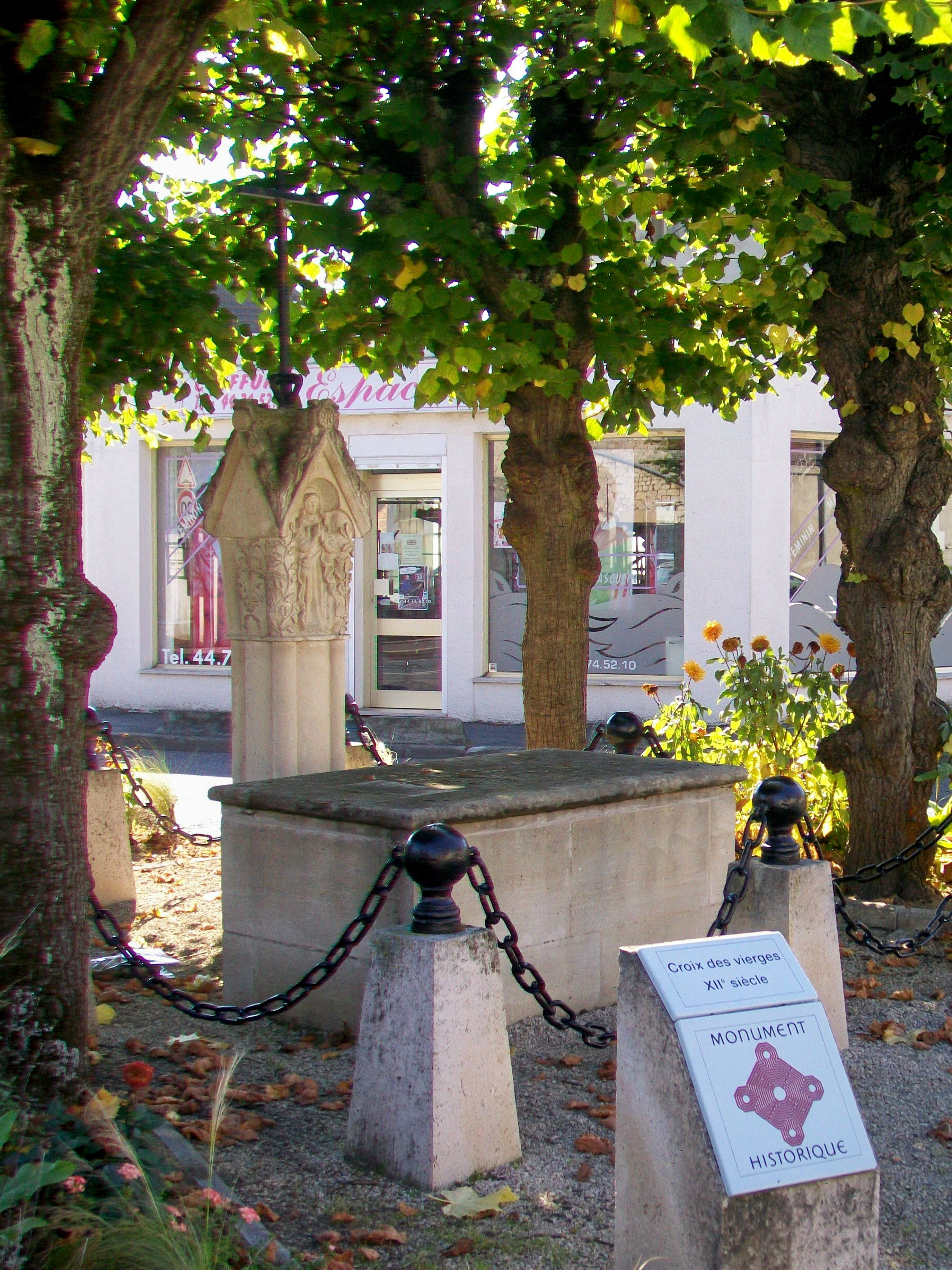
Крест святых дев
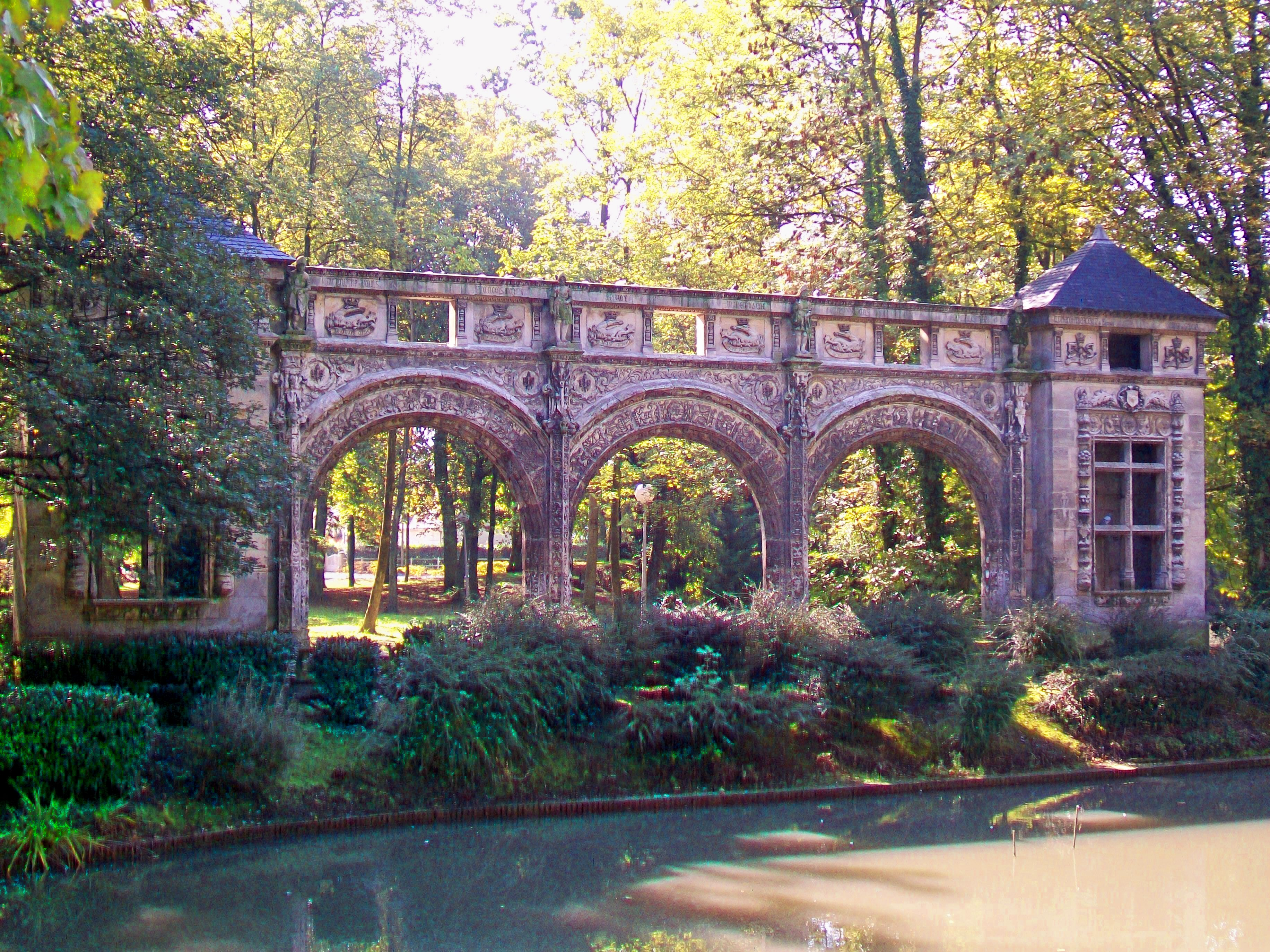
Фасад замка Саркю
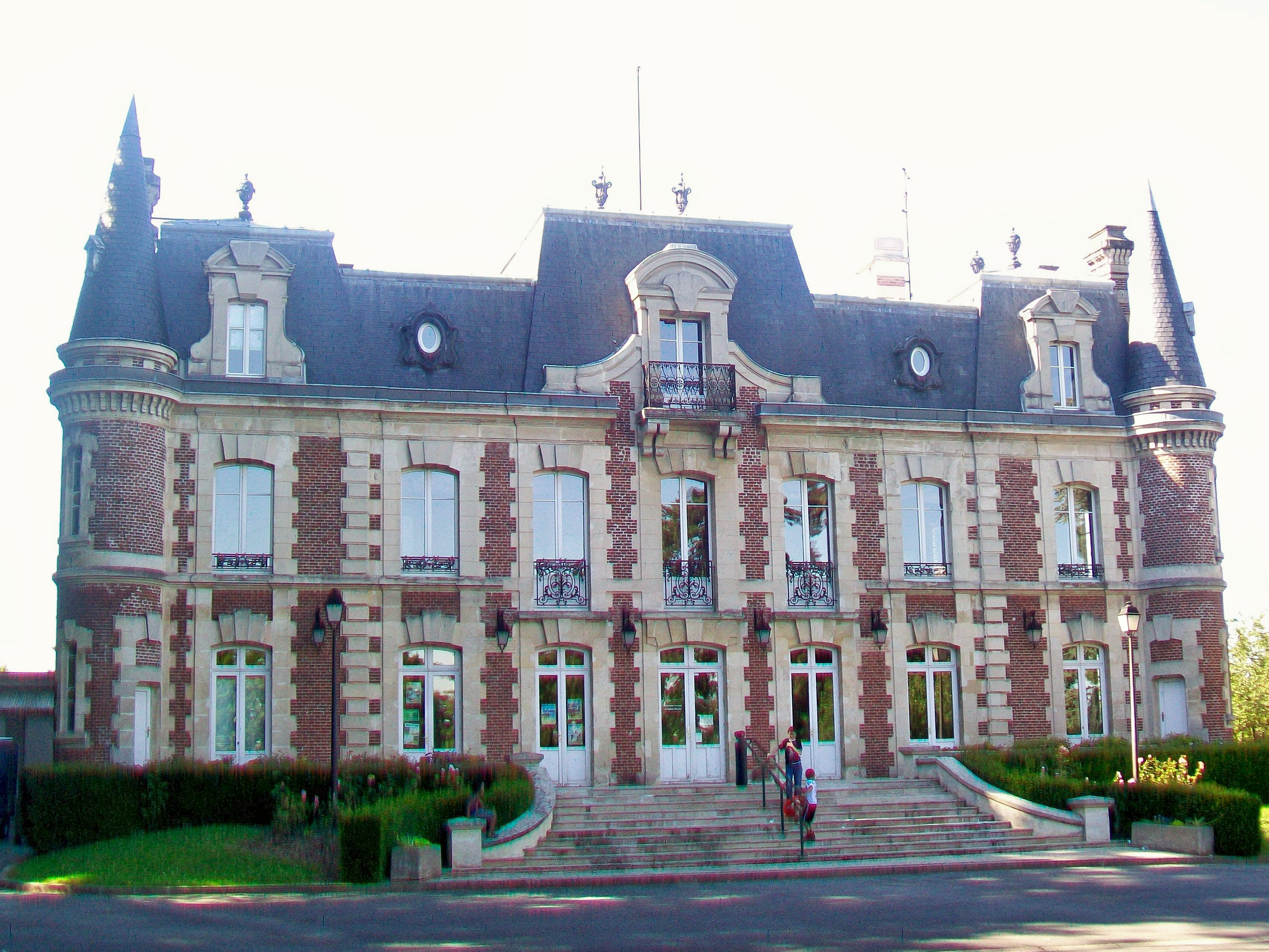
Шато Рошер

1. 1 2  база данных о французских коммунах — Национальный географический институт Франции, 2015.